# Hypernoyau
Un hypernoyau est un noyau qui contient au moins un hypéron en plus des nucléons. Le premier a été découvert par Marian Danysz et Jerzy Pniewski en 1952,.